# Нерс, Дарнелл
Дарнелл Нерс (англ. Darnell Nurse; род. 4 февраля 1995, Гамильтон) — канадский хоккеист, защитник клуба «Эдмонтон Ойлерз» и сборной Канады по хоккею.

## Карьера

### Клубная
На драфте НХЛ 2013 года был выбран в 1-м раунде под общим 7-м номером клубом «Эдмонтон Ойлерз». 25 июля подписал с клубом трёхлетний контракт новичка. Он продолжил свою карьеру, продолжив играть за команду «Су-Сент-Мари Грейхаундз», выступающую в OHL, в которой стал капитаном команды.
Дебютировал в НХЛ 14 октября 2014 года в матче с «Лос-Анджелес Кингз», который закончился крупной победой «Кингз» со счётом 6:1. После двух матчей за «Ойлерз» он вернулся в состав «Су-Сент-Мари Грейхаундз».
Начав следующий сезон в составе фарм-клуба «Ойлерз» «Бейкерсфилд Кондорс», после шести матчей он вернулся в состав «Эдмонтона». 17 сентября 2018 года продлил на два года контракт с клубом.
10 февраля 2020 года подписал с клубом новое соглашение сроком на два года.
6 августа 2021 года подписал с «Ойлерз» новый восьмилетний контракт.

### Международная
В составе юниорской сборной играл на ЮЧМ-2012, на котором завоевал бронзовые медали.
В составе молодёжной сборной играл на МЧМ-2015, на котором стал чемпионом мира.
Играл за сборную Канады на ЧМ-2018 и ЧМ-2019; в 2019 году в составе сборной завоевал серебряные медали.

## Семья
Его младшая сестра Киа — профессиональная баскетболистка, игрок женской сборной Канады по баскетболу.

## Статистика
| Легенда | Легенда                    | Легенда | Легенда                   | Легенда | Легенда    |
| ------- | -------------------------- | ------- | ------------------------- | ------- | ---------- |
| И       | Количество проведённых игр | Штр     | Штрафное время            | +/−     | Плюс-минус |
| Г       | Голы                       | П       | Голевые передачи          | О       | Очки       |
| -       | Статистика неизвестна      | —       | Статистика не учитывалась |         |            |